# Lisanne Gräwe
Lisanne Gräwe (Rheda-Wiedenbrück, 11 febbraio 2003) è una calciatrice tedesca, centrocampista dell'Eintracht Francoforte e della nazionale tedesca.

## Statistiche

### Presenze e reti nei club
Statistiche (parziali) aggiornate al 11 aprile 2025.
| Stagione                     | Squadra                      | Campionato                   | Campionato | Campionato | Coppe nazionali | Coppe nazionali | Coppe nazionali | Coppe internazionali | Coppe internazionali | Coppe internazionali | Altre coppe | Altre coppe | Altre coppe | Totale | Totale |
| Stagione                     | Squadra                      | Comp                         | Pres       | Reti       | Comp            | Pres            | Reti            | Comp                 | Pres                 | Reti                 | Comp        | Pres        | Reti        | Pres   | Reti   |
| ---------------------------- | ---------------------------- | ---------------------------- | ---------- | ---------- | --------------- | --------------- | --------------- | -------------------- | -------------------- | -------------------- | ----------- | ----------- | ----------- | ------ | ------ |
| 2020-2021                    | Wolfsburg                    | BL                           | 1          | 0          | CG              | -               | -               | -                    | -                    | -                    | -           | -           | -           | 1      | 0      |
| 2021-2022                    | Bayer Leverkusen             | BL                           | 21         | 1          | CG              | 3               | 0               | -                    | -                    | -                    | -           | -           | -           | 24     | 5      |
| 2022-2023                    | Bayer Leverkusen             | BL                           | 12         | 0          | CG              | 1               | 0               | -                    | -                    | -                    | -           | -           | -           | 13     | 0      |
| Totale Bayer Leverkusen      | Totale Bayer Leverkusen      | Totale Bayer Leverkusen      | 33         | 1          | -               | 4               | 0               | -                    | -                    | -                    | -           | -           | -           | 37     | 1      |
| 2023-2024                    | Eintracht Francoforte        | BL                           | 22         | 1          | CG              | 4               | 1               | UWCL                 | 8                    | 1                    | -           | -           | -           | 13     | 0      |
| 2024-2025                    | Eintracht Francoforte        | BL                           | 15         | 0          | CG              | 3               | 1               | UWCL                 | 1                    | 1                    | -           | -           | -           | 13     | 0      |
| Totale Eintracht Francoforte | Totale Eintracht Francoforte | Totale Eintracht Francoforte | 37         | 1          | -               | 7               | 2               | -                    | 9                    | 2                    | -           | -           | -           | 53     | 5      |
| Totale carriera              | Totale carriera              | Totale carriera              | 71         | 2          | -               | 11              | 2               | -                    | 9                    | 2                    | -           | -           | -           | 91     | 6      |

## Palmarès

### Nazionale
- Campionato d'Europa under 17: 1

2019